# Partito Comunista del Nepal (marxista unito)
Il Partito Comunista Nepalese (marxista unito) è stato un partito politico del Nepal fondato il 15 settembre 2005 dalla fusione di due distinti soggetti politici:
- il Partito Comunista del Nepal (unito);[1]
- il Partito Comunista del Nepal (marxista).[2]

Nell'aprile del 2013 è confluito nel Partito Comunista del Nepal.
Non va confuso con il Partito Comunista del Nepal (Unificato Marxista-Leninista) di Madhav Kumar Nepal né con il Partito Comunista Unificato del Nepal (maoista) di Prachanda.